# Death or Glory
Death or Glory (с англ. — «Смерть или слава») — пятый студийный альбом немецкой метал-группы Running Wild, выпущенный совместно западногерманским филиалом EMI и лейблом Noise Records 8 ноября 1989 года. Последний полноформатный альбом, записанный с гитаристом Майком Моти, ушедшим из группы летом 1990 года.
Пиратской и морской, «фирменной» для группы тематике здесь посвящено 3 песни. Запись производилась в обновлённом составе (с английским барабанщиком Иэном Финли, принявшем активное участие в написании текстов многих песен альбома) в Studio M. Названием пластинки послужил личный девиз Финли, несколько лет размещавшего тот на бас-бочках своего инструмента.
В первую неделю было продано 55 тысяч копий, а за всё время разошлось свыше 3 миллионов экземпляров. Альбом остаётся одним из самых популярных в творческом багаже группы.
17 октября 1989 года на концерте в Дюссельдорфе был снят материал, положенный в основу клипа на песню «Bad to the Bone» и концертного видеофильма Death or Glory Tour.

## Список композиций
| №  | Песня                                                                        | Авторы музыки               | Авторы текста             | Время |
| -- | ---------------------------------------------------------------------------- | --------------------------- | ------------------------- | ----- |
| 1  | Riding the Storm («Оседлавшие бурю»)                                         | Рольф Каспарек              | Рольф Каспарек            | 6:28  |
| 2  | Renegade («Ренегат»)                                                         | Рольф Каспарек              | Иэн Финли                 | 4:30  |
| 3  | Evilution («Злолюция», то есть «Эволюция зла»; типично английская игра слов) | Рольф Каспарек, Йенс Беккер | Иэн Финли                 | 4:43  |
| 4  | Running Blood («Бегущая кровь»)                                              | Рольф Каспарек              | Рольф Каспарек            | 4:30  |
| 5  | Highland Glory (The Eternal Fight) («Слава горцев (Вечная битва)»)           | Йенс Беккер, Иэн Финли      |                           | 4:52  |
| 6  | Marooned («Один на острове»)                                                 | Рольф Каспарек              | Рольф Каспарек            | 5:13  |
| 7  | Bad to the Bone («Закоренелый негодяй»)                                      | Рольф Каспарек              | Рольф Каспарек            | 4:46  |
| 8  | Tortuga Bay («Тортугская бухта»)                                             | Рольф Каспарек              | Иэн Финли, Рольф Каспарек | 3:17  |
| 9  | Death or Glory («Смерть или слава»)                                          | Mайк Моти                   | Иэн Финли, Майк Моти      | 3:57  |
| 10 | The Battle of Waterloo («Битва при Ватерлоо»)                                | Рольф Каспарек              | Рольф Каспарек            | 7:48  |
| 11 | March on («Шагом марш») [CD-bonus]                                           | Майк Моти                   | Майк Моти                 | 4:12  |

## Форматы и переиздания
На CD-версии имеется бонус-трек — песня «March On», написанная Майком Моти. Японское издание 1991 года включило в качестве дополнительного материала песни с мини-альбома Wild Animal 1990 года. В 1999 году лейблом Noise Records альбом был переиздан в ремастированном виде с добавлением указанных бонусов.

## Участники записи
- Рольф Каспарек — гитара, вокал
- Майк Моти — соло-гитара
- Йенс Беккер — бас-гитара
- Иэн Финли — ударные